# Federica Moroni
Federica Moroni (4 dicembre 1992) è una calciatrice italiana, centrocampista del Real Meda.